# Gurnik Ilona
Gurnik Ilona (Zalaegerszeg, 1931. április 12. – Budapest, 2018. november 22.) Jászai Mari-díjas magyar színésznő.

## Életpályája
1949-1953 között a Színház- és Filmművészeti Főiskola hallgatója volt. 1953–1954 között a Győri Kisfaludy Színház tagja volt. 1954–1958 között a Pécsi Nemzeti Színházban játszott. 1958–1966 között a debreceni Csokonai Színházban szerepelt. 1966–1971 között a Madách Színházban lépett fel. 1971–1972 között a Békéscsabai Jókai Színház tagja volt. 1972–1991 között a kecskeméti Katona József Színház színművésze volt. Férje volt Tándor Lajos színész, akitől egy lánya, Tándor Zsófia született. Gurnik Ilona 2018. november 22-én hunyt el.

## Színházi szerepei
A Színházi Adattárban regisztrált bemutatóinak száma: 96.
| - Illyés Gyula: Fáklyaláng....Kossuthné - Huszka Jenő: Gül Baba....Prológ - Gergely Márta: A gyengébb nem....Ilonka - Jókai Mór: A kőszívű ember fiai....Liedenwall Edith; Baradlayné - William Shakespeare: Rómeó és Júlia....Júlia - Örsi Ferenc: Testvértüzek....Voyzava - Heltai Jenő: A néma levente....Beatrix - Beaumarchais: Figaro házassága avagy Egy bolond nap....Chérubin - Karinthy Ferenc: Ezer év....Szabó Anna - Shaw: Szerelmi házasság....Blanche - Móricz Zsigmond: Nem élhetek muzsikaszó nélkül....Pólika - Shaw: Szent Johanna....Johanna - Priestley: Veszélyes forduló....Olwen Peel - Visnyevszkij: Optimista tragédia....Komisszárnő - Barta Lajos: Szerelem....Böske; Szalayné - William Shakespeare: Vízkereszt....Viola - Bródy Sándor: A dada....Frigyesné - Kohout: Ilyen nagy szerelem....Felesége - Lavrenyov: Leszámolás....Tatjána - Anouilh: Romeo és Jeannette....Júlia - Sebastian: Vakációsdi (Mégis legszebb a nyár)....Corina - Rozov: Boldogság, merre vagy?....Tatjána - García Lorca: Bernarda háza....Angustias - Nagy Endre: A miniszterelnök....Benkéné - Arbuzov: Tánya....Samanova - Mesterházi Lajos: Pesti emberek....Mónika - Miller: Pillantás a hídról....Beatrice - Schiller: Stuart Mária....Stuart Mária; Hanna Kennedy - Aiszkhülosz: Leláncolt Prométheusz....Karvezető - Kállai István: Az igazság házhoz jön....Anya - Karvas: Éjféli mise....Angéla - Miller: A salemi boszorkányok....Elizabeth - Gáspár Margit: Hamletnek nincs igaza....Anna - Móricz Zsigmond: Úri muri....Rhédey Eszter - Williams: A vágy villamosa....Blanche - Shaw: Sosem lehet tudni....Gloria - Müller Péter: Márta....Márta - Katona József: Bánk bán....Melinda - Szigligeti Ede: Béldi Pál....Bornemisza Anna - Sarkadi Imre: Oszlopos Simeon....Mária - Rabkin: A halhatatlan őrjárat....Olga - Williams: Tetovált rózsa....Giuseppina - Darvas József: A térképen nem található....Kecskésné - Ibsen: Peer Gynt....Kari - Áprily Lajos: A bíboros....Mária Christierna | - Bornemisza Péter: Magyar Elektra....Elektra - Osztrovszkij: A szép férfi....Zója - Kertész Ákos: Névnap....Ilona - Darvas József: Szakadék....Balogné - O'Neill: Egy igazi úr....Deborah - Zapolska: Van ilyen család (Ők négyen)....Feleség - William Shakespeare: János király....Eleonora - Raffai Sarolta: Vasderes....Katalin - William Shakespeare: Téli rege....Paulina - Solohov: Csendes Don....Iljinyicsna - Németh László: VII. Gergely....Adelhaid - Stein: Verzió....Anya - William Shakespeare: Pericles....Dionyza - Christie: Az egérfogó....Mrs. Boyle - Cocteau: Rettenetes szülők....Yvonne - Dosztojevszkij: A félkegyelmű....Jepancsina - Csepreghy Ferenc: Sztrogoff Mihály utazása Moszkvától Irkuczkig....Marfa - Vampilov: Búcsúzás júniusban....Repnyikovné - Molière: Úrhatnám polgár....Jourdainné - Gyurkovics Tibor: Magyar menyasszony....Lázárné – Donna Lazaro - Rózewicz: Fehér házasság....Anya - Latko: Édesapám, édesapám, kibújt ám a szög a zsákból!....Anya - Sarkadi Imre: Elveszett paradicsom....Zsófi - Bródy Sándor: A tanítónő....Nagyasszony - Csehov: Lakodalom....Nasztaszja Tyimofejevna - Majakovszkij: Vörös menyegző....Rozalija Pavlovna - Ilf-Petrov: Heves érzelem....Mama - Czakó Gábor: Marcsi....Anya - Csiky Gergely: Mukányi....Özvegy Vargáné - Szép Ernő: Vőlegény....Anya - Molnár Ferenc: A testőr....A mama - Tolsztoj: Háború és béke....A grófné - Gyárfás Miklós: Képzelődők.....A mama - George Bernard Shaw: Pygmalion....Higginsné - Gubarjov: Szarkofág....Ptyicina Ligyija Sztyepanovna professzor - Arbuzov: Kései találkozás....Ligyija Vasziljevna - Csurka István: Megmaradni....Harisnyás Mártonné - Tamási Áron: Csalóka szivárvány....Rózsa - Christie: A vád tanúja....Janet MacKenzie - Della Porta: A szolgálólány.... - Presser Gábor: A padlás....Mamóka - Ibsen: Hedda Gabler....Juliane Tesman - Miller: A salemi boszorkányok....Rebecca Nurse |

## Filmjei
| - Kis Katalin házassága (1950) - Ünnepnapok (1967) - Szevasz, Vera! (1967) - Lássátok feleim! (1968) - Falak (1968) - Eltávozott nap (1968) - Holdudvar (1968) - Bűbájosok (1970) - Szeressétek Odor Emiliát! (1970) - Horizont (1971) - Rászedettek (1972) - Még kér a nép (1972) - Nem élhetek muzsikaszó nélkül (1979) - A kedves szomszéd (1979) - A napfény íze (1999) | - Pillangó (1971) - Aszfaltmese (1971) - A fekete város (1971) - A tűz balladája (1972) - Az ozorai példa (1973) - A palacsintás király (1973) - A lámpás (1973) - Napló - Radnóti Miklós (1975) - Party (1977) - Fogságom naplója (1977) - Hínár (1981) - Czillei és a Hunyadiak (1988) - Holnapra a világ (1990) |